# ديف هاربر
ديف هاربر (بالإنجليزية: Dave Harper)‏ (29 سبتمبر 1938 في المملكة المتحدة - 23 يناير 2013 بإيستبورن في المملكة المتحدة) هو لاعب كرة قدم بريطاني في مركز الوسط. لعب مع إيبسويتش تاون وسويندون تاون ونادي ليتون أورينت ونادي ميلوول.

## وصلات خارجية
- ديف هاربر على موقع قاعدة بيانات كرة القدم.إي يو (الإنجليزية)